# ۱۴۵۶ (میلادی)
۱۴۵۶ (میلادی) هزار وچهارصد و پنجاه و ششمین سال تقویم میلادی است.

## درگذشتگان
‎